# Partido Socialista Guayanés
El Partido Socialista Guayanés (en idioma francés: Parti socialiste guyanais, PSG) es un partido político socialista de la región de ultramar francés de Guayana Francesa. 
Fue fundado en 1956 por Justin Catayée, como forma de protesta ante la departamentalización de la Guayana Francesa y demandaba un estatuto de autonomía.
Tiene fuertes lazos ideológicos con el Partido Socialista de Francia.

## Resultados
| Año  | % de votos | Escaños |
| 1986 | 42,2       | 15/31   |
| 1992 | 39,6       | 16/31   |
| 1998 | 28,3       | 11/31   |
| 2004 | 22,5       | 17/31   |